# Blomstickare
Blomstickare (Diglossa) är ett släkte i familjen tangaror inom ordningen tättingar. Släktet omfattar 18 arter som förekommer i Latinamerika:
- Kastanjebukig blomstickare (D. gloriosissima)
- Glansblomstickare (D. lafresnayii)
- Mustaschblomstickare (D. mystacalis)
- Méridablomstickare (D. gloriosa)
- Svart blomstickare (D. humeralis)
- Svartstrupig blomstickare (D. brunneiventris)
- Gråbukig blomstickare (D. carbonaria)
- Venezuelablomstickare (D. venezuelensis)
- Vitsidig blomstickare (D. albilatera)
- Fjällig blomstickare (D. duidae)
- Större blomstickare (D. major)
- Indigoblomstickare (D. indigotica)
- Brunbukig blomstickare (D. baritula)
- Grå blomstickare (D. plumbea)
- Rostblomstickare (D. sittoides)
- Gulögd blomstickare (D. glauca)
- Gråblå blomstickare (D. caerulescens)
- Svartmaskad blomstickare (D. cyanea)